# Meganoplium imbelle
Meganoplium imbelle là một loài bọ cánh cứng trong họ Cerambycidae.